# Laurentino Ceña
Laurentino Ceña Coro (Colunga, Oviedo; 23 de marzo de 1955) es un policía español, teniente general de la Guardia Civil, director adjunto operativo (DAO) y máximo mando uniformado del cuerpo policial, «número 2» del cuerpo tras el director de la Guardia Civil de 2018, cuando se restauró el cargo, hasta 2020, cuando dimitió del mismo.
Durante su carrera, realizó un número destacado de rescates en especial como parte de la Unidad Aérea de Huesca que le valió el apodo de «el hombre de los mil rescates».

## Biografía
Laurentino Ceña nació el 23 de marzo de 1955 en el cuartel de la Guardia Civil de la villa asturiana de Colunga, entonces perteneciente a la provincia de Oviedo, donde su padre, guardia civil, estaba destinado.
Estudió Ciencias Económicas en la Universidad de Zaragoza.
En 1973 ingresó a la Academia General Militar de Zaragoza. En 1976, ya graduado, recibió el rango de teniente. Su primer destino fue como o Teniente Jefe de Línea de Boñar.
En junio de 2018, el nuevo ministro del Interior, Fernando Grande-Marlaska, recuperó la figura del director adjunto operativo, que había sido suprimido en 2017 por el anterior ministro del Interior, Juan Ignacio Zoido, debido al escándalo de la «Policía patriótica».
Con el inicio de la pandemia de COVID-19 en España, Ceña fue parte del comité de crisis como uno de los dos técnicos del Ministerio del Interior (el otro fue el DAO del CNP, José Ángel González). El 25 de marzo de 2020 se comunicó que dio positivo en COVID-19, siendo el primer miembro del comité de seguimiento de la pandemia en hacerlo. Su evolución posterior fue 
Aunque originalmente planeaba retirarse del cargo en mayo de 2020 al alcanzar los 65 años, la pandemia hizo retrasar sus planes de retiro. Finalmente, el 26 de mayo de 2020 sí terminó su etapa como DAO a través de una dimisión presentada tras la rápida destitución del coronel de la Guardia Civil jefe de la Comandancia de Madrid, Diego Pérez de los Cobos, una destitución polémica que causó revuelo a nivel nacional y que más tarde sería revocada por el Tribunal Supremo.

## Distinciones

### Medallas
- Gran Cruz del Mérito Naval con distintivo blanco ( España, 14 de junio de 2019).[11]
- Gran Cruz del Mérito Aeronáutico con distintivo blanco ( España, 26 de diciembre de 2014).[12]
- Gran Cruz de la Real y Militar Orden de San Hermenegildo ( España, 8 de octubre de 2010).[13]

### Premios
- «Alumno Distinguido del Jovellanos» por el Real Instituto de Jovellanos (2020).[14]